# Гулиева, Саида Абульфаз кызы
Гулиева Саида Абульфаз кызы (азерб. Səidə Əbülfəz qızı Quliyeva; род. 5 марта 1957, Баку) — азербайджанская театральная и киноактриса, Народная артистка Азербайджана (2012 год), лауреат премии Президента (2019 год).

## Жизнь
Саида Гулиева родилась 5 марта 1957 года в Баку. В 1978 году окончила факультет «драмы и киноактера» Азербайджанского государственного института искусств. С того же года начала работать в академическом Национальном Драматическом театре.
На большой сцене дебютировала в 1979 году в комедии «Крик без причины» Уильяма Шекспира в роли Геро. После этого актриса создала интересные образы на сцене в различных постановках различных режиссёров. В Национальном академическом Драматическом театре Саида Гулиева создавала образы Байим в исторической драме «Хуршудбану Натаван» Ильяса Эфендиева, Севиндж в драме Ш. Гурбанова «Без тебя», Насти в произведении Максима Горького «На дне», кара-койунлу в произведении Али Амирли «Кара-койунлулар и актеры Каракойунлу», Фиренгиз в комедии Эльчина «Ах, Париж! Париж!», Хаджир ханым в пьесе Сулеймана Сани Ахундова «Любовь и месть», Женщина в драме Назима Хикмета «Череп», Мать в произведении Бахтияра Вахабзаде «Старое дерево», Соседка в комедии Эльчина «Убийца», Чепел Суралы в произведении Мирджалала «Воскресший человек», Кярбалей Фатма в произведении Джалиля Мамедкулизаде «Мертвые».

## Награды
В 2000 году удостоена звания Заслуженной артистки, а 9 мая 2012 года была награждена званием Народной артистки. 30 апреля 2014 года, 6 мая 2015 года, 6 мая 2016 года, 1 мая 2017 года и 9 мая 2018 года удостоена премии Президента. 10 мая 2019 года удостоена персональной пенсии Президента Азербайджанской Республики.

## Фильмография
- «Adam ol!» (2009) — Саида
- «Afaqın məhəbbəti» (фильм) — Афаг
- «Ağ atlı oğlan» (1995) — фильм озвучен: Шахла (Лалязар Мустафаева)
- «Aramızda qalsın» (телесериал, 2011) — Дильбяр
- «Atayevlər ailəsi» (1978) — Рейхан
- «Ayrılıq imiş» (2008) — Сонаханым
- «Azarkeş» (2008) — Сакина
- «Bala-başa bəla!» (1995) — Иззят Няфисли
- «Bəyaz həyat» (2003) — Лале
- «Bizi bağışlayın» (1979) — Клара (молодая)
- «Bizim qəribə taleyimiz» (2005) — озвучка фильма
- «Böyük ömrün davamı» (2007)
- «Cəza» (1996)
- «Dəvətnamə» (2003) — Малейка
- «Fədakar» (2015) — соседка
- «Fransız» (1995) — невеста Алибалана
- «Gülüş sanatoriyası» (1989) — озвучка текста
- «Günahsız Abdulla» (1984) — Фатма
- «Günaydın, mələyim!» (2008) — фильм озвучен: Рая (Гюльшад Бахшиева)
- «Hansı peşə yaxşıdır» (1982)
- «Haray» (1993) — мать
- «Heydər Əliyev»
- «İtkin gəlin» (1994)
- «Kökdən düşmüş piano» (1982) — Гюлер
- «Ordan-burdan» (1987) — Рейхан
- «Qayınana» əməliyyatı" (1999) — Назназ
- «Qeybdən gələn səs» (2002) — Баладжаханым
- «Qəzəlxan» (1991) — фильм озвучен: Ханым (Гямиде Омарова)
- «Qonşu qonşu olsa…» (1989) — жена Музаффера
- «Məhəbbətin familiyası» (1977) — молодая девушка
- «Mən mahnı qoşuram» (1979) — жительница деревни
- «Milli bomba» (2004) — дочь Абдулгяни
- «Min birinci söz» (1997)
- «Nekroloq» (2001) — Эльмира
- «Sabiqlər» (1999)
- «Sabiqlərin yeni sərgüzəştləri» (2000)
- «Sarıköynəklə Valehin nağılı» (1980) — Санубер
- «Susmuş vicdan» (2010)
- «Sürəyya» (1987) — учительница
- «Şahid qız» (1990) — фильм озвучен: медсестра Рзаева (Сона Микаилова)
- «Təxribat» (1989)
- «Tənha durna uçuşu» (2003) — Фирангиз
- «Topal Teymur» (1983) — Мелидже
- «Vəkil hanı?» (2011) — тётя Нисэ
- «Yaramaz» (1988) — бывшая жена Хатема
- «Yerlə göy arasında» (1999)
- «Yoxlama» (2006) — краснолицая соседка
- «Yollar görüşəndə…» (1979) — Чичяк
- «Yük» (1995) — фильм озвучен: госпожа Сона (Наилья Алиева)